# Лобжанский сельсовет (Климовичский район)
Лобжа́нский сельсовет (белор. Лабжанскі сельсавет) — административная единица на территории Климовичского района Могилёвской области Беларуси. Административный центр — агрогородок Лобжа.

## История
В довоенный период на территории Лобжанского сельского Совета действовали два самостоятельных сельсовета. Дубровицкий сельский Совет объединял населённые пункты: Старые Жарки, Новые Жарки, Городок, Гута, Попехинка, Дубровица, Игнатовка, Ганновка, Борисовичи и Селище. Грязивецкому сельскому Совету подчинялись Лобжа, Заручье, Синеж, Подъелье, Слобода, Грязивец, Рудня, Чернец, Лопатовичи и Муравец.
В августе 1941 года с началом Великой Отечественной войны деятельность обоих сельских Советов была приостановлена.
В сентябре 1943 года Дубровицкий и Грязивецкий сельсоветы возобновили свою работу.
В 1954 году Грязивецкий сельсовет был переименован в Лопатовичский.
В 1960 году в результате объединения Лопатовичского и Дубровицкого сельских Советов был образован Лобжанский сельский Совет. Во вновь созданный совет вошли 19 населённых пунктов.
В последующий период были упразднены отдельные деревни: Игнатовка, Селище, Чернец, Слобода, Городок.

## Состав
Включает 15 населённых пунктов:
- Борисовичи — деревня.
- Ганновка — деревня.
- Грязивец — деревня.
- Гута — деревня.
- Дубровица — деревня.
- Заручье — деревня.
- Лобжа — агрогородок.
- Лопатовичи — деревня.
- Муравец — деревня.
- Новые Жарки — деревня.
- Подъелье — деревня.
- Попехинка — деревня.
- Рудня — деревня.
- Синеж — деревня.
- Старые Жарки — деревня.

Упразднённые населённые пункты на территории сельсовета:
- Городок — деревня.
- Игнатовка — деревня.
- Селище — деревня.
- Слобода — деревня.
- Чернец — деревня.